# هاري أوقست يانسن
هاري أوقست يانسن (بالدنماركية: Harry August Jansen)‏ هو ساحر استعراضي دنماركي، ولد في 3 أكتوبر 1883 في كوبنهاغن في الدنمارك، وتوفي في 15 يونيو 1955 في Northridge, Los Angeles ‏ في الولايات المتحدة.

## وصلات خارجية
- هاري أوقست يانسن على موقع IMDb (الإنجليزية)
- هاري أوقست يانسن على موقع قاعدة بيانات برودواي على الإنترنت (الإنجليزية)
- هاري أوقست يانسن على موقع قاعدة بيانات الأفلام السويدية (السويدية)
- هاري أوقست يانسن على موقع قاعدة بيانات الفيلم (الإنجليزية)